# Villars-le-Grand
Pour les articles homonymes, voir Villars.
Villars-le-Grand est une ancienne commune vaudoise et une localité suisse de la commune de Vully-les-Lacs, située dans le district de la Broye-Vully.

## Géographie
Le village d'une centaine de maisons, situé exactement en face d'Avenches (5 km), de l'autre côté de la vallée de la Broye, est traversé par la frontière séparant le canton de Fribourg de l'enclave vaudoise du district de la Broye-Vully. 
Les maisons du sud-ouest, une vingtaine environ, formaient jusqu'en 1991, la commune des Friques, qui de nos jours fait partie de la commune de Saint-Aubin, dans le district fribourgeois de la Broye. La plus grande partie du village est située sur le territoire de la commune de Vully-les-Lacs.
En 1997, le territoire était constitué de 7 % de zones bâties, de 3 % de zones forestières, de 88 % de zones agricoles, et d’un peu moins de 2 % de terres improductives.

## Toponymie
Villars reflète le nom commun roman villare (de l'adjectif bas-latin villaris, signifiant : qui appartient au domaine). Ce terme désigne essentiellement des fondations du VIIe siècle dans l'espace romand. Dans certaines mentions anciennes, ce village est appelé Villars-en-Vully (Vilario en Williex, attesté en 1192). La forme composée Villars-le-Grand est récente, pour distinguer cette commune des autres Villars.
Parmi les plus anciennes attestations, on trouve: villare (XIe siècle, Vilario en Williex (1192), apud Uilar (1200-1250), Vilar en Willie (1311), Villars-le-Grand (1893)

## Histoire
Les actes les plus anciens des archives des deux communes, dès la fin du XIVe siècle, présentent un village comportant deux parties
la plus petite, au sud-ouest, dépendant de la Seigneurie et de la paroisse de Saint-Aubin, la plus grande dépendant de la Seigneurie de Cudrefin et de la paroisse de Constantine. Il y a donc déjà entre elles une frontière administrative et ecclésiastique, alors qu'elles font toutes deux partie de la Patrie de Vaud. Cette séparation sera renforcée comme doublée, en 1536, par une frontière d'États. À cette date, en effet la Seigneurie de Cudrefin subit le sort de la plus grande partie du canton de Vaud et devient terre de Berne, tandis que la Seigneurie de Saint-Aubin avec d'autres terres voisines, va dépendre de Fribourg. Une barrière confessionnelle venait ainsi s'ajouter aux autres déjà citées.
Tout cela n'empêcha pas les deux communes de vivre en étroite collaboration pour le travail des champs et l'élevage du bétail.
Au 1er juillet 2011, Villars-le-Grand fusionne avec les communes de Bellerive, Chabrey, Constantine, Montmagny, Mur et Vallamand pour former la nouvelle commune de Vully-les-Lacs.

## Population et société
Avec 298 habitants (fin 2006) Villars-le-Grand appartenait aux petites communes du canton de Vaud. La population de Villars-le-Grand s’élevait à 424 habitants en 1860, puis 390 habitants en 1900. Après la diminution du nombre d’habitants jusqu’à 259 en 1970, un accroissement minime de la population a été enregistré depuis lors. La langue officielle est le français, parlée par 90,3 % de la population, 8,3 % de la population parle allemand et 0,7 % portugais (2000). La population est à 60 % protestante et un peu plus de 25 % catholique (2000).

## Héraldique
D'or au gril de sable. Au Moyen Âge, ce village appartient à la paroisse de Constantine, mais en est détaché à la fin du XVIIe siècle pour former une nouvelle entité paroissiale. Une nouvelle église est alors implantée à l'emplacement d'une chapelle attestée au XVe siècle qui était dédiée à saint Laurent. Le gril, instrument du martyre du saint, apparaît comme emblème communal dès le XVIIe siècle.

## Patrimoine bâti
Temple bâti en 1689-1691 par l'architecte d'origine neuchâteloise Jonas Favre.